# Kunyu Wanguo Quantu
Kunyu Wanguo Quantu (idioma chino: 坤輿萬國全圖; pinyin: Kūnyu Wànguó Quántú; literalmente: "Un mapa de la miríada de países del mundo") es el primer mapamundi chino al estilo europeo, realizado en 1602 por el misionero Matteo Ricci, junto a colaboradores chinos y el mandarín Zhong Wentao, respondiendo a la solicitud del emperador Wanli. Este mapa fue decisivo en la expansión del conocimiento del mundo en China y en Japón cuando fue exportado.

## Descripción
El mapa de Ricci, de xilografía, mide 1,52 m de alto y 3,66 m de largo, y tiene una proyección cartográfica seudocilíndrica, centrada en el océano Pacífico. Es el primer mapa hecho en China que muestra de manera bastante exacta el continente americano.

Copia japonesa del mapa de 1602 (autoría desconocida ¿1604?).

Proyección pseudocilíndrica de Eckert IV, de 1906, similar al mapa de Ricci de 1602.

Basado en mapamundis europeos contemporáneos, el mapa muestra América del Sur, América del Norte y el océano Pacífico con proporciones bastante correctas, y a los territorios asiáticos unidos de manera apropiada. Europa, África y el Mar Mediterráneo están delineados de manera también bastante exacta.
Ti Bin Zhang, secretario de asuntos culturales de la embajada china en Washington D. C., dijo en 2009: "El mapa retrata el primer encuentro trascendental entre Oriente y Occidente", y agrega que esto fue un "motor impulsor para el comercio".

## Datos

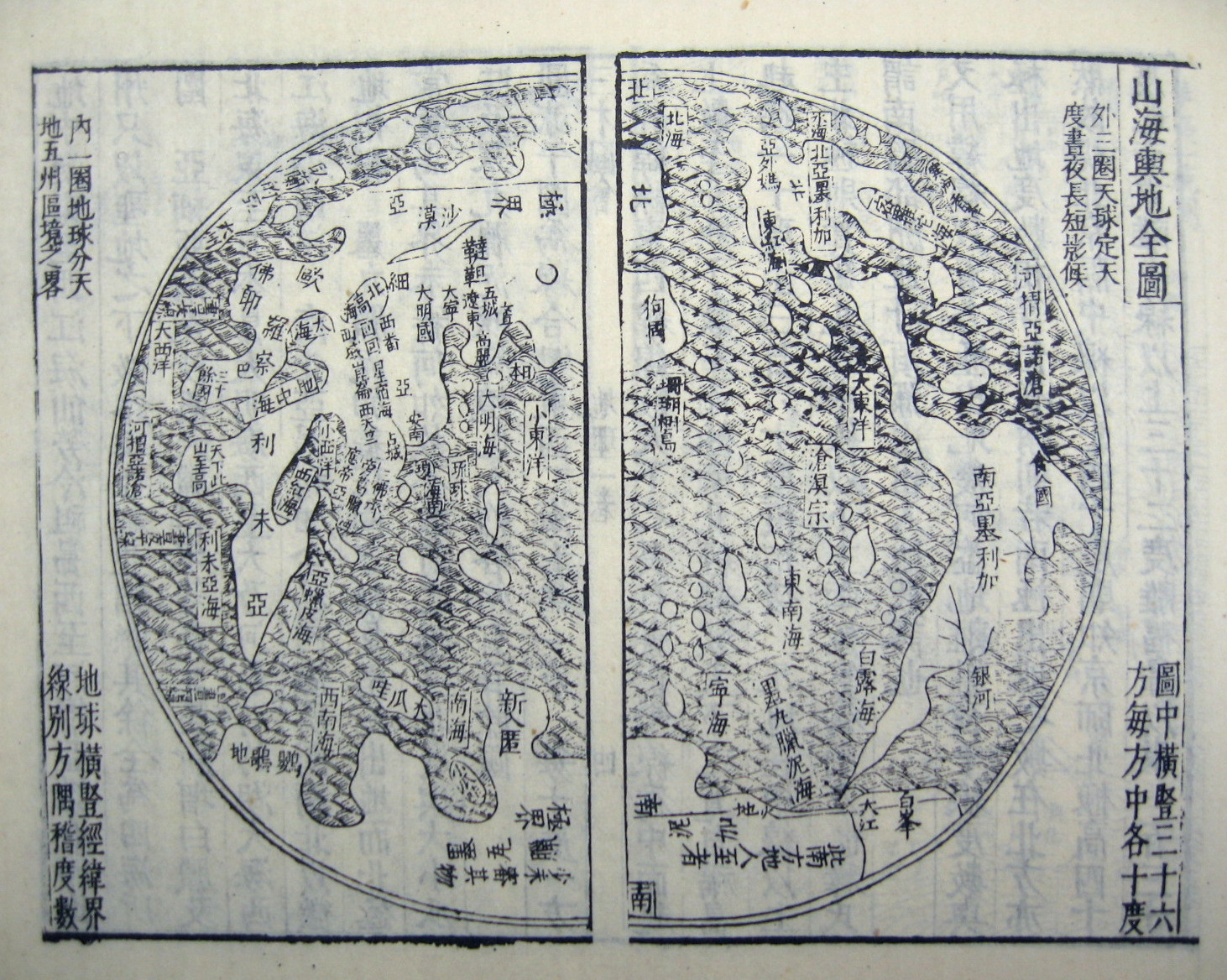
Mapa Shanhai Yudi Quantu (autoría no perteneciente a Ricci).

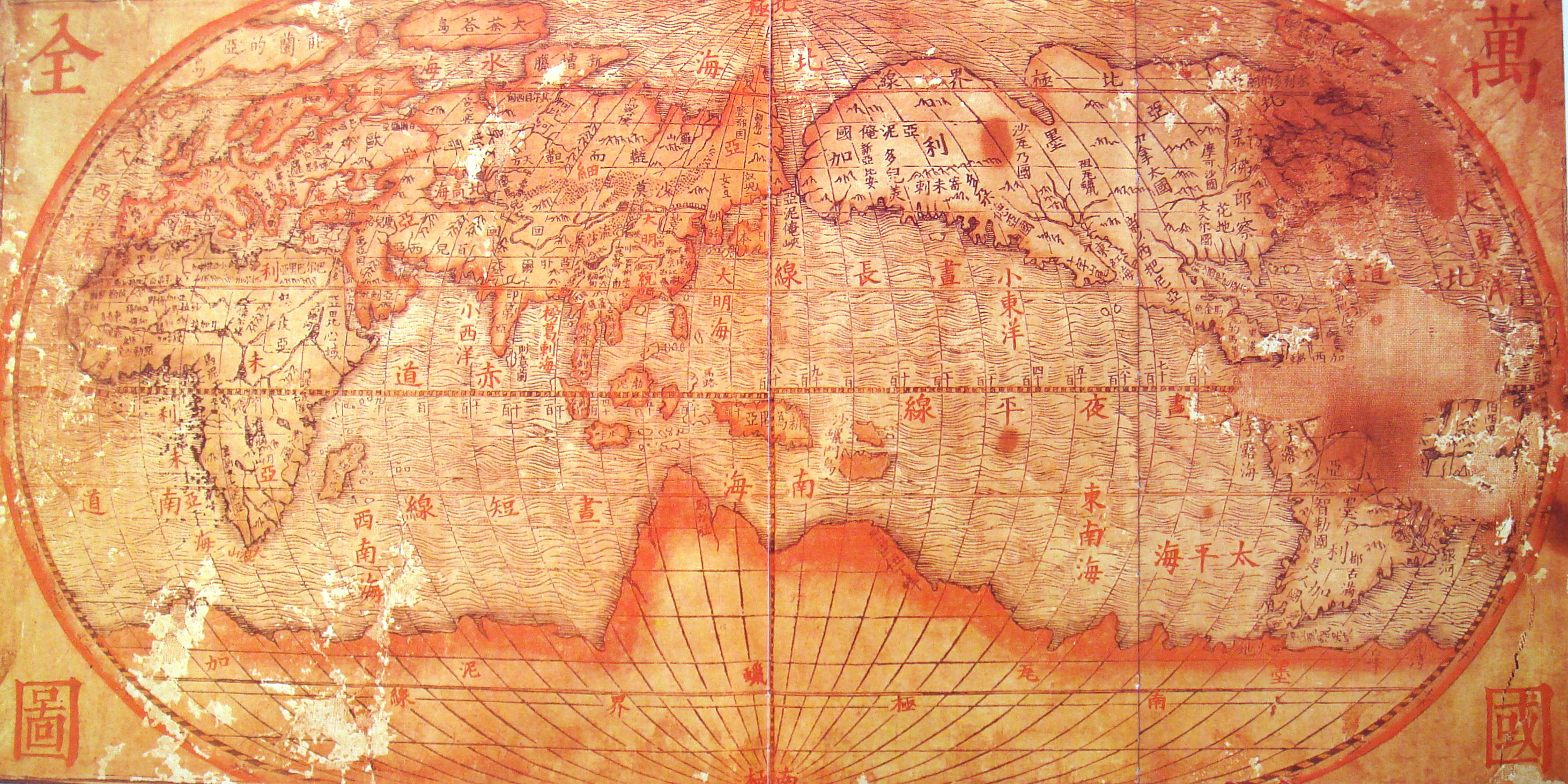
Mapamundi de Giulio Aleni, Wanguo Quantu (萬國全圖), de comienzos del siglo XVII.

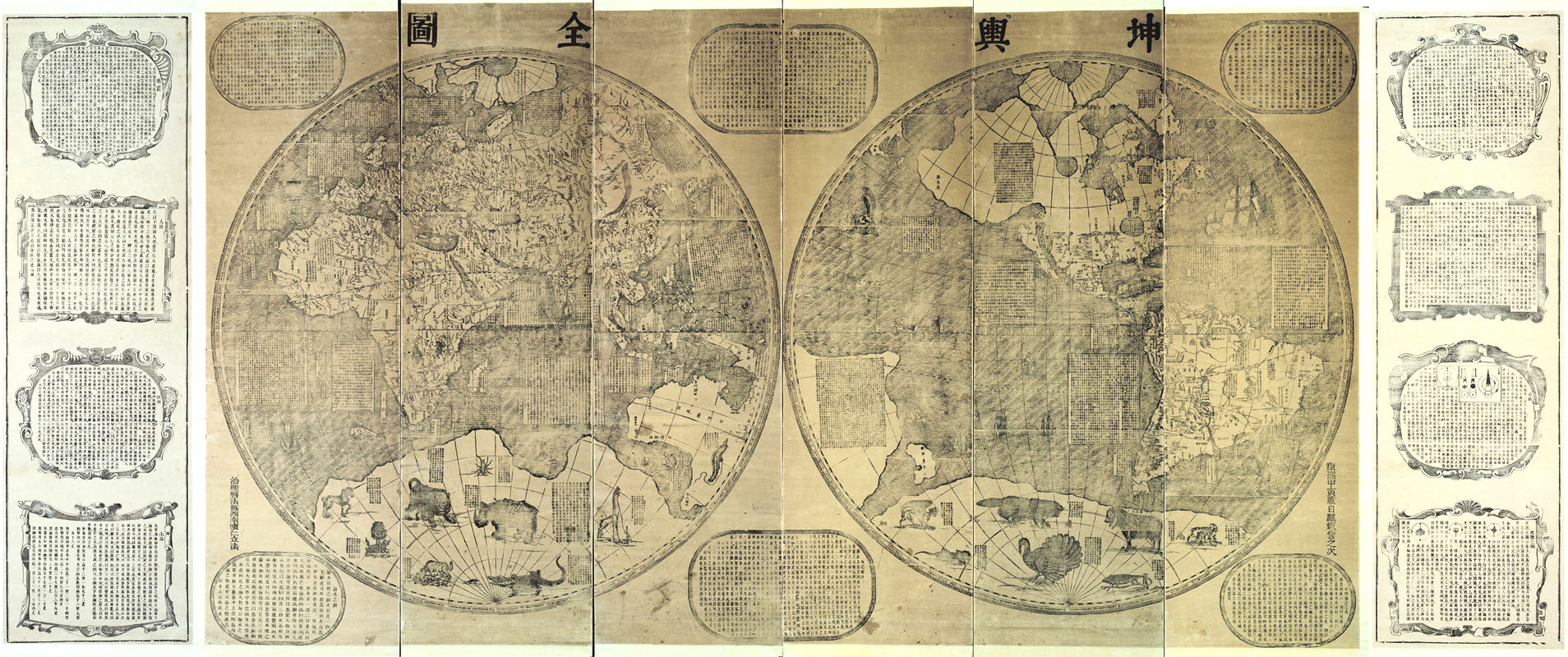
Mapamundi Kunyu Quantu, de Ferdinand Verbiest, mostrando los dos hemisferios.

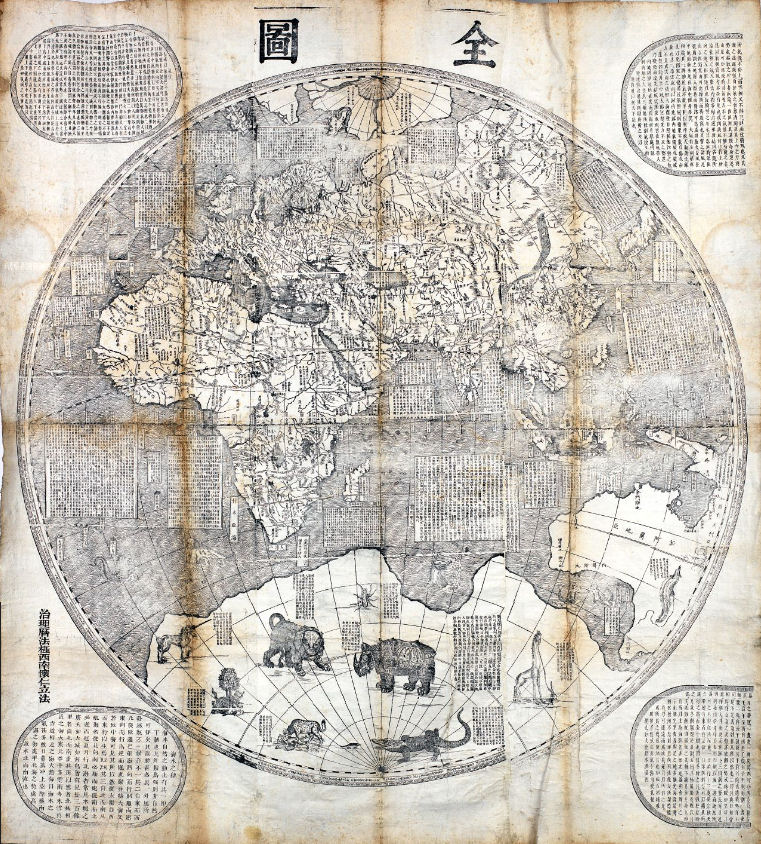
Mapamundi Kunyu Quantu, de Ferdinand Verbiest, mostrando un hemisferio en detalle.

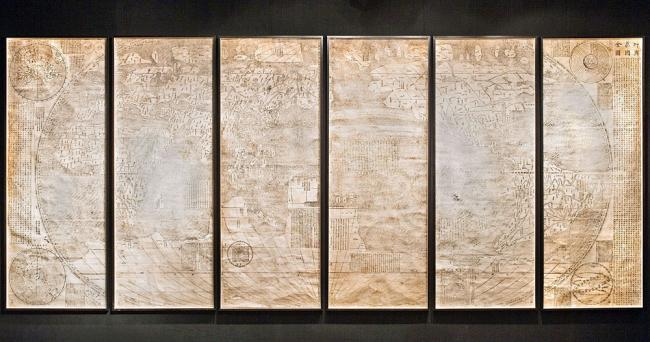
Copia del mapa de Ricci de 1602 de la biblioteca de James Ford Bell.

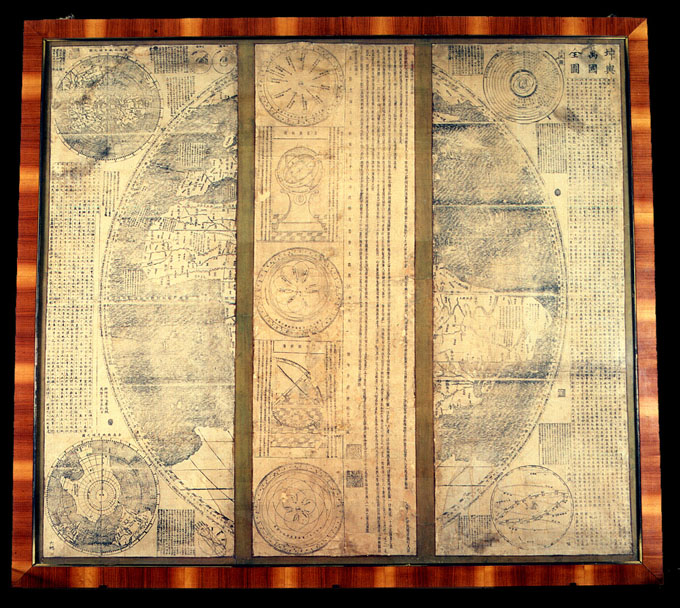
Copia del mapa en Bolonia, en el Museo della Specola; paneles 1 y 6 (izquierda y derecha).

El mapa incluye imágenes y anotaciones que describen las diferentes regiones del mundo. África se observa que tiene la montaña más alta del mundo y el río más largo. La breve descripción de América del Norte habla de "bueyes joroba" o bisontes (驼峰牛, tuófēngníu), caballos salvajes (野马, yěmǎ) y una región llamada Jiānádá (加拿大, Canadá). El mapa identifica Florida como Huadi (花地), la "Tierra de las Flores". Varios lugares de América Central y del Sur son nombrados, incluyendo Guatemala (哇的麻剌, Wādemálá), Yucatán (宇革堂, Yǔgétáng) y Chile (智里, Zhīlǐ).
El mapa del cartógrafo Matteo Ricci hace además una breve descripción del descubrimiento de las Américas. «En la antigüedad, nadie hubiera conocido la existencia de lugares como América del Norte y del Sur o Magallánica (usando un nombre que dieron los primeros cartógrafos para un continente supuesto que incluía a Australia, la Antártida y Tierra del Fuego), pero hace cien años, europeos llegaron navegando en sus barcos a partes de la costa del mar, por lo que las descubrió».
El Museo della Specola Bolonia tiene en su colección, que se muestra en la pared de la habitación Globe, copias originales de los paneles 1 y 6 de los seis paneles que componen el mapa de 1602 de Ricci. Durante la restauración y el montaje una parte central del mapa Emisfero Doppio delle Stelle, del matemático y astrónomo alemán Johann Adam Schall von Bell, fue insertado entre dos secciones por error.
En 1958, Pasquale D'Elia, sinólogo de la Universidad de Roma, certificó la autenticidad de los mapas chinos en posesión de este museo, (véase op. cit.) al señalar que "es la tercera edición de una obra geográfica y cartográfica que hizo a Ricci famoso en toda China". Ya había hecho una primera edición en 1584 en Shiuhing, seguido de un segundo en el 1600 en Nanking, y dos años más tarde un tercero en Pekín.
En 1938, un trabajo exhaustivo por Pasquale D'Elia, editado por la Biblioteca Apostólica Vaticana, fue publicado con comentarios, notas y traducción de todo el mapa. Los mapas contienen instrucciones de uso y abundantes ilustraciones detalladas de los instrumentos usados en su producción, así como explicaciones sobre las concepciones de «sistemas del mundo terrestre y celeste». Hay un largo prefacio de Matteo Ricci en el centro del mapa, donde se representa el Océano Pacífico. La traducción de D'Elia dice así:

Una vez pensé que el aprendizaje era una experiencia múltiple y no me niego a viajar [incluso] diez mil li para poder interrogar a los sabios y visitar países que celebran. Pero ¿cuánto tiempo es la vida de un hombre? Es cierto que se necesitan muchos años para adquirir una ciencia completa, basada en un gran número de observaciones: y ahí es donde uno se hace viejo, sin tiempo para hacer uso de esta ciencia ¿No es esto una cosa dolorosa y es por eso que puse mucha importancia [geográfica] a estos mapas? Y la historia: la historia... para la fijación de [estas observaciones], y para entregar los mapas [a las generaciones futuras]. Respetuosamente escrito por Matteo Ricci. Europa. 17 de agosto de 1602.

La figura del Cieli Nove (Nueve Cielos) se imprime a la izquierda del título, como se ilustra por las concepciones del siglo XVI. La inscripción adjunto explica el movimiento de los planetas. La sección de la derecha (panel 6) tiene otras inscripciones que dan ideas generales sobre la geografía y la oceanografía. Otra inscripción registra un extracto de la Storia dei Mongoli con respecto a los movimientos del Sol. En la parte superior de la sección de la izquierda (panel 1), hay una explicación de los eclipses y el método de medición de la Tierra y la Luna. Ambas secciones llevan el sello característico jesuita, el IHS de la Compagnia di Gesù. En la parte inferior izquierda, en el hemisferio sur, está el nombre de los editores chinos del mapa y la fecha: un día del primer mes del otoño en el año 1602. El mapa también incluye una explicación de paralelos y meridianos, una prueba de que el Sol es más grande que la Luna, una tabla que muestra las distancias de los planetas desde la Tierra, una explicación de las diferentes longitudes de los días y las noches, y las proyecciones polares de la Tierra, que son inusualmente consistentes con su mapa principal.

## Detalles
Algunos topónimos de España y Francia:
- Andalucía (42°N, izquierda+22°). Entre el centro de la península y el nacimiento del Ebro. 俺/AN/ 大/TA/ 魯/LU/ 西/ÇI/ 亞/YA/. Hoy 安達盧西亞 (pinyin: Āndálúxīyà).
- Cataluña (38°N, izquierda+23°). Al País Valenciano. 葛/KE/ 荅/TA/ 龍/LONG/ 亞/YA/. Hoy 加泰罗尼亚 (pinyin: Jiā tài luō ní yǎ).
- España (40°N, izquierda+20°). 以/YI/ 西/SHI/ 把/PA/ 你/NI/ 亞/YA/. España o Hispania. Hoy 西班牙 (pinyin: Xībānyá).
- Mallorca (39°N, izquierda+26°). 馬/MA/ 岳/YUE/ 里/LI/ 革/KE/. Se compara al latín Maiorĭca.
- Menorca (37°N, izquierda+29°) 米/MI/ 諾/NUO/ 里/LI/ 革/KE/. Se compara al latín Minorĭca.
- Occitania (44°N, izquierda+27°). 曷/HE/ 計/CHI/ 荅/TA/ 尼/NI/ 亞/YA/.
- Toulouse (42°N, izquierda+26°). 多/TUO/ 羅/LUO/ 薩/SA/.

Fuera del límite nordeste del mapamundi hay un modelo cosmológico de los 9 cielos (九天). Consta de un diagrama circular, el título (九重天圖) del diagrama, un texto abajo que explica los cuatro elementos (四...) en el interior de la primera esfera y un texto a la izquierda sobre las nueve esferas celestes. La orientación del diagrama se indica en su exterior con las palabras 極北 ("polo norte") y 赤道 ("ecuador"). Al centro está la Tierra, hecha del elemento tierra (土), con agua (水) en su superficie. Más afuera está el aire (氣), abajo (下氣), al medio (中氣) y por encima (上氣), y finalmente el fuego (火), con dibujos de llamas (originales) pintados de rojo en algunas copias. Más allá, comienza el mundo celeste. Los siete astros que se mueven son: la 1° esfera (一), que es la Luna (月); la 2° (二), que es Mercurio (水星); la 3° (三), que es Venus (金星); hasta a la 7° (七), que es Saturno (土星). La 8° esfera (八) es la de las estrellas, agrupadas en 28 (二十八) constelaciones según la astronomía china. La 9° esfera (九) se mueve en 1 (一) día (日) de este (東) a oeste (西), en contra de las otras 8 esferas que se mueven de oeste (西) a este (東) en un período indicado en años (年), días (日) y cuartos de hora (刻). Por ejemplo, para Saturno, son 29 años mil veces, 155 días y 25 cuartos de hora. Eso son 29.425 años, que se trasladan correctamente si se lo compara con los parámetros orbitales actuales. Debido al modelo geocéntrico, el período de 365 días y 23 cuartos de hora se aplica tanto al Sol como a los planetas interiores, Mercurio y Venus.